# Steigens kommun
Steigens kommun (norska: Steigen kommune) är en kommun i regionen och landskapet Salten i Nordland fylke i norra Norge. Kommunens centralort och enda tätort är Leinesfjord. En av de större öarna i kommunen är Engeløya.

## Administrativ historik
Steigens kommun bildades på 1830-talet, samtidigt med flertalet andra norska kommuner.
1900 delades kommunen och Ledingens kommun bildades, som senare bytte namn till Leirangers kommun. Dagens gränser härstammar från 1964 när kommunen slogs samman med mindre delar av Kjerringøy och Hamarøy kommuner, större delen av Nordfolds kommun samt hela Leirangers kommun.

## Tätorter
I Steigens kommun finns en tätort:
- Leinesfjord (centralort)

## Socknar
Inom Norska kyrkan är Steigens kommun indelad i tre socknar:
- Leirangers socken
- Nordfolds socken
- Steigens socken

Socknarna ingår i Saltens prosteri i Sør-Hålogalands stift.